# 渡來人
渡來人廣義而言是古大和（日本的舊稱）对朝鮮、中國、越南等亞洲大陸海外移民的称号，約4至7世紀從外地遷移到大和的人口被考古學者稱為「渡來人」，不過主要仍是代稱由東亞遷徙而來的移民史，主要來自黄河流域、山東半島、长江流域、遼東半島、朝鮮半島，渡來人通常是因國內戰爭頻繁或隨文化交流傳播而移居日本，這些擁有高度文明的渡來人傳入諸如農耕技術、土木建築技術，以及燒製陶器、鍛鐵、紡織等農業文明。戰前叫歸化人。他们多数是汉人，在樂浪郡与帶方郡被高句麗攻陷后被逼移民百濟再前往日本。
日本彌生時代稻作文化傳入日本，雖然日本繩文時代後期就有稻作，不過真正開始普及，要到西元前3世紀以後才迅速在日本列島傳播開來，位於北九州福岡的板付遺跡（Itazuke）即彌生時代早期稻作的遺跡。
古墳時代，大和政權與朝鮮半島國家交流頻繁。西元552年，百濟聖王派遣使者至大和朝廷，帶來了佛像與佛教典籍，佛教文化也隨之傳入日本。佛教傳入日本後，成為日本主要宗教之一，也成為現今日本文化的一環。大和朝廷讓這些渡來人居住在近畿地區，渡來人所帶來的文明大大改變了日本人的生活形態。進入飛鳥時代後，許多日本王族公卿皆篤信佛教，如聖德太子和蘇我馬子等，並致力於推展佛教。百济人去日本的原因，是日本向百濟索取工匠与五经博士及逃避高句丽。
白江口之戰後，朝鮮半島上的百濟和高句麗被唐新聯合軍所攻滅，許多百濟遺民逃往日本，並接受大和朝廷的保護。百濟王族子孫在日本傳百濟王統。